# 124
124 (сто двадесет и четвърта) година по юлианския календар е високосна година, започваща в петък. Това е 124-та година от новата ера, 124-та година от първото хилядолетие, 24-та година от 2 век, 4-та година от 3-то десетилетие на 2 век, 5-а година от 120-те години. В Рим е наричана Година на консулството на Глабрион и Флак (или по-рядко – 877 Ab urbe condita, „877-а година от основаването на града“).

## Събития
- Консули в Рим са Маний Ацилий Глабрион и Гай Флак Тебаниан.